# Sverigetopplistan
Sverigetopplistan anteriormente conocido como Topplistan, Hitlistan y otros nombres, desde octubre de 2007, es el registro gráfico nacional de Suecia, registra la base de datos de las ventas de la Asociación Sueca de la Industria de la Grabación (en sueco: Grammofonleverantörernas förening). Desde finales de 2006 se ha incluido la tabla jurídica descargas.
En la actualidad se incluyen las siguientes listas: 
- Singles Top 100 (anteriormente Singles Top 60)
- Álbumes Top 60
- DVD Top 20
- Ringtones Top 20

En 1976-2006 las listas de ventas fue transmitido por la Sveriges Radio P3. A partir de 2007, P3 solo presenta datos de ventas de descargas digitales (DigiListan), seguido por Nielsen SoundScan.